# Dany Degelaen
Dany Degelaen (Ukkel, 26 juni 1957 - Woluwe, 16 februari 2000) was een Belgische voetballer. Hij speelde in de jaren 80 verschillende seizoenen voor tweedeklasser Boom FC.

## Carrière
Dany Degelaen werd in Brussel geboren en werd als voetballer opgeleid bij RSC Anderlecht. Midden jaren 70 maakte de jonge verdediger de overstap naar de A-kern, maar veel speelkansen kreeg hij niet. In totaal kwam hij in de Belgische competitie één keer in actie voor paars-wit. Degelaen mocht in februari 1976 meespelen in de met 1-0 verloren wedstrijd tegen AS Oostende. Het was toenmalig trainer Hans Croon die hem zijn debuut op het hoogste niveau gunde.
In 1978 stapte Degelaen over naar tweedeklasser Boom FC, waar hij een vaste waarde werd. In totaal speelde hij 8 seizoenen voor de Antwerpse club. Hij was bij Boom een ploegmaat van onder meer Nico Jansen en Marc De Buyser. Een terugkeer naar Eerste Klasse kwam er tijdens Degelaens verblijf echter niet.
In 1986 zette Degelaen een stap terug en ging hij aan de slag bij het bescheiden Londerzeel SK. Nadien voetbalde hij nog voor VS Gooik, KFC Rhodienne en KV Brucom Sportief.
Degelaen overleed in 2000 op 42-jarige leeftijd.